# Хільський Олексій Юрійович
Олексі́й Ю́рійович Хі́льський (14 листопада 1987, м. Дніпродзержинськ (Кам'янське), Дніпропетровська область, Українська РСР, СРСР — 17 серпня 2023) — український актор театру і кіно, головний сержант Збройних сил України, учасник російсько-української війни.

## Життєпис
Народився 14 листопада 1987 року в Дніпродзержинську (з 2016 року — Кам'янське) на Дніпропетровщині. З 2005 по 2019 року — актор Дніпровського драматичного молодіжного театру «Віримо!». 2014 року закінчив Дніпропетровський театрально-художній коледж (майстер курсу Володимир Петренко).
У театру «Віримо!» пройшов шлях від актора-початківця до майстра сцени, й там зустрів свою майбутню дружину — акторку Надію Петренко. З 2019 року подружжя переїхало до Києва, де Олексій, зокрема, працював у Дитячому музично-драматичному театрі «Віват», знімався в кіно та серіалах («На твоєму боці», «Квочка», «Кріпосна», «Лікар Ковальчук», «Опер за викликом», «Загадка для Анни» тощо). У подружжя народилася донька.

## Смерть
У перші дні повномасштабної війни РФ проти України став на захист України. Ніс військову службу в 46-й окремій аеромобільній бригаді ДШВ ЗС України на посаді головного сержанта взводу розвідроти. Постійно перебував на передовій. Брав участь у наступі на Херсонщині, боронив Бахмут і Соледар. Під час бойових дій двічі зазнав поранень. Однак щоразу, трохи підлікувавшись, повертався на передову. Загинув 17 серпня 2023 року під час виконання бойового завдання на Запорізькому напрямку. Про це ввечері наступного дня повідомила його дружина Надія Хільська.

## Творчість

### Фільмографія
- 2015 — «Пес» — епізод
- 2016 — «Поганий хороший коп» — Єгор, головний інженер
- 2017 — «Нюхач» — Роберт
- 2017 — «Лікар Ковальчук» — Ігор
- 2017 — «Вікно життя 2»
- 2018 — «Ментівські війни. Харків» — епізод
- 2018 — «Опер за викликом» — епізод
- 2019 — «Консультант» — епізод
- 2019 — «Прєподи» — епізод
- 2019—2020 — «На твоєму боці» — Євген
- 2019 — «Квочка» — Сергій (головна роль)
- 2019 — «Підлягає знищенню» — епізод
- 2019—2020 — «Загадка для Анни» — Стеблов
- 2020 — «Мавки» — епізод
- 2020—2021 — «Виклик» — Шурик Шпачинський (головна роль)
- 2020 — «Брати по крові 2» — Торчинський
- 2021 — «Простір»
- 2021 — «Кріпосна. Жадана любов (3-й сезон)» — Богдан Юрійович
- 2021 — «Місце під сонцем» — Гришко
- 2021 — «Непрекрасна леді» — Павло

### У театрі
Дніпровський драматичний молодіжний театр «Віримо!»
- 2002 — «Кім» Олексія Дударева; реж. Володимир Петренко — Ігор Михайлович Корольов
- 2002 — «Рахую до п'яти» Михайла Бартенева; реж. Володимир Петренко — Вовк
- 2003 — «Прибуткове місце» Олександра Островського; реж. Володимир Петренко — Білогубов
- 2007 — «Дуже проста історія» Марії Ладо; реж. Володимир Петренко — Льошка
- 2008 — «Чайка» за п'єсою Антона Чехова; реж. Володимир Петренко — тапер
- 2008 — «Голодна кров» Олени Бісик, Тетяни Волкової, Дарьї Мєдвєдєвої; реж. Володимир Петренко — батько
- 2011 — «Ворон» Карла Ґоцці; реж. Володимир Петренко — маска Труффальдіно
- 2012 — «Дульсінея Тобоська» Олександра Володіна; реж. Володимир Петренко — Луїс[8]
- 2013 — «Забути Герострата» Григорія Горіна; реж. Володимир Петренко — муляр
- 2015 — «Самогубець» Миколи Ердмана; реж. Володимир Петренко — Калабушкін
- 2016 — «Моя професія — синьйор з вищого світу» Джуліо Скарначчі, Ренцо Тарабузі; реж. Володимир Петренко — Леонідо Папагатто
- «По дорозі в…» — один з юрби
- «Двоє» — Гохей
- «Home, Sweet Home» — лікар Воллі

## Пам'ять
Мер Дніпра Борис Філатов 21 серпня 2023 року запропонував перейменувати сквер на Слобожанському проспекті на честь Олексія Хільського: «Виношу на обговорення відповідної комісії та депутатського корпусу питання перейменування нового скверу на Слобожанському проспекті на честь відомого українського актора, хороброго воїна Олексія Хильського, що загинув в Війні за Незалежність. Памʼятаємо, що Олексій завжди був повʼязаний з нашим славетним Містом». 
20 вересня сквер на Слобожанському проспекті був перейменований на честь Олексія Хільського.
Фільм War Game: The Making of S.T.A.L.K.E.R. 2 присвячено дизайнеру оригінального S.T.A.L.K.E.R. Володимиру Єжову, актору озвучення Олексію Хільському та іншим загиблим захисникам та захисницям України.

## Нагороди
- Орден «За заслуги» III ступеня (8 вересня 2023) — за вагомий особистий внесок у розвиток української кінематографії, заслуги у захисті державного суверенітету та територіальної цілісності України, багаторічну сумлінну працю[12].